# The Perceptionists
The Perceptionists sind eine US-amerikanische Hip-Hop-Gruppe aus Boston, die dem Alternative Hip-Hop und Political Rap zugerechnet werden. Die Gruppe besteht aus den Rappern Mr. Lif und Akrobatik, sowie ursprünglich dem DJ Fakts One. Die Gruppe veröffentlichte unter dem Label Definitive Jux.

## Laufbahn
Die drei Mitglieder waren bereits seit ihren Jugendtagen miteinander befreundet. Kennen lernten sie sich in der lokalen Hip-Hop-Szene Bostons. Erstmals zusammen arbeiteten sie gegen Ende der 1990er-Jahre als Teil von Fakts Ones Hochschulradio-Sendung. 2000 gaben sie sich schließlich den Namen „The Perceptionists“ und gründeten sich so offiziell als Trio. 2004 erschien die erste Veröffentlichung, ein Mixtape mit dem Titel The Razor, das sich an den Underground richtete. 2005 folgte das offizielle Debütalbum Black Dialogue.
Anschließend trennte sich die Gruppe jedoch aufgrund von persönlichen Differenzen. Erst 2016 musizierten die Mitglieder wieder gemeinsam, auf Mr. Lifs Soloalbum Don’t Look Down. Danach begannen Mr. Lif und Akrobatik, ohne Fakts One, an einem weiteren Perceptionists-Werk zu arbeiten. Inspiriert wurden sie dabei von der Aussöhnung Q-Tips und Phife Dawgs, die kurz vor Phife Dawgs Tod zu der Aufnahme eines letzten A-Tribe-Called-Quest-Albums führte. Veröffentlicht wurde der Langspieler 2017 von dem Label Mello Music Group unter dem Titel Resolution.

## Diskografie
Studioalben
- Black Dialogue (2005)
- Resolution (2017)

Mixtapes
- The Razor (2004)

Singles
- Memorial Day
- What Have We Got to Lose?
- Blo / Let’s Move (2005)
- Black Dialogue / 5 O’Clock / Champion Scratch (2005)